# Phloeolister braunsi
Phloeolister braunsi är en skalbaggsart som beskrevs av Heinrich Bickhardt 1916. Phloeolister braunsi ingår i släktet Phloeolister och familjen stumpbaggar. Inga underarter finns listade i Catalogue of Life.